# Новодворский, Андрей Осипович
Андре́й О́сипович Новодво́рский (псевдоним Осипо́вич) (1853—1882) — писатель

, беллетрист.

## Биография
Родился в 1853 году в обнищавшей польской шляхетской семье в Киевской губернии. Новодворскому было 13 лет, когда умер отец, и на него легла обязанность поддерживать мать и сестёр. Он учился в то время в Немировской гимназии, где кончил курс в 1870 году. Новодворскому приходилось на «кондициях» жить в крайне негигиенических и унизительных условиях; это озлобило его душу и надорвало здоровье. В 1870-х годах Новодворский некоторое время слушал лекции на математическом факультете Киевского университета, затем переехал в Санкт-Петербург и в 1877 году дебютировал в «Отечественных записках» повестью «Эпизод из жизни ни павы, ни вороны», за которой последовали другие несколько повестей — «Карьера», «Тетушка», «Сувенир», «Роман», «Мечтатели», «История», «Накануне» (в «Отечественных записках», «Слове» и «Новом обозрении»). В 1881 году у него открылась скоротечная чахотка. На средства литературного фонда его отправили в Ниццу, где он в апреле 1882 года умер в больнице, в нищете и полном одиночестве.
Только через 15 лет после его смерти, в 1897 году, повести его, разбросанные по старым журналам, да ещё таким, которые были запрещены к выдаче из библиотек, были изданы отдельно (Санкт-Петербург, 1897). При этом было время, когда «Эпизод из жизни ни павы, ни вороны» возбудил чрезвычайные ожидания и когда Щедрин ставил Новодворского выше В. М. Гаршина. Неблагоприятные условия, в которые поставила Новодворского судьба, отозвались на его произведениях. Желание отразить то настроение, которым было охвачено поколение конца 70-х годов XIX века и которое, по внешним причинам, не могло получить ясного литературного выражения, привело к тому, что все произведения Новодворского представляют собой ряд аллегорий и намёков. Бесспорный дар рассказа и тонкий юмор оказались бессильными в этой борьбе с невозможностью воплотить в определённых образах симпатичные автору типы и настроения. Стремления и лица, ему несимпатичные, Новодворский рисует утрированно и резко. В общем получаются малохудожественная непропорциональность и впечатление шаржа. Лучшее произведение Новодворского — «Эпизод из жизни ни павы, ни вороны»: это очень оригинальная, местами блестящая смесь беллетристики и публицистики, где действующими лицами являются литературные типы — Печорин, Рудин, лермонтовский Демон, Базаров, Елена из «Накануне». Появляется на сцену и И. С. Тургенев, ведущий разговор с Соломиным из «Нови».